# Großsteingrab Rastede
Das Großsteingrab Rastede, auch Alte Kapelle genannt, ist eine Grabanlage der jungsteinzeitlichen Trichterbecherkultur nahe der Gemeinde Rastede im Landkreis Ammerland (Niedersachsen). Es trägt die Sprockhoff-Nummer 924.

## Lage
Das Grab befindet sich südlich von Rastede auf dem Gebiet der Bauerschaft Wahnbek westlich des Geestrandgrabens auf einem Feld.

## Beschreibung
Es gehört zum Typ der Ganggräber und ist Nordwest-südöstlich orientiert. Die Grabkammer befindet sich in einem flachen Hügel und hat eine Länge von etwa 4 Meter sowie eine Breite von etwa 1,6 Meter. Das Grab befindet sich in einem schlechten Erhaltungszustand. Auf der nördlichen Langseite sind noch zwei Wandsteine in situ erhalten, ein weiterer an der südlichen Langseite, außerdem der Wandstein an der östlichen Schmalseite. Weiterhin ist der westliche Wandstein des Gangs erhalten, der an der Südseite der Grabkammer liegt. Ein weiterer Stein befindet sich am Rand der Hügelschüttung. Alle übrigen Steine wurden im 19. Jahrhundert für den Bau des großherzoglichen Denkmals bei Schloss Rastede verwendet.